# Edward H. Brooks

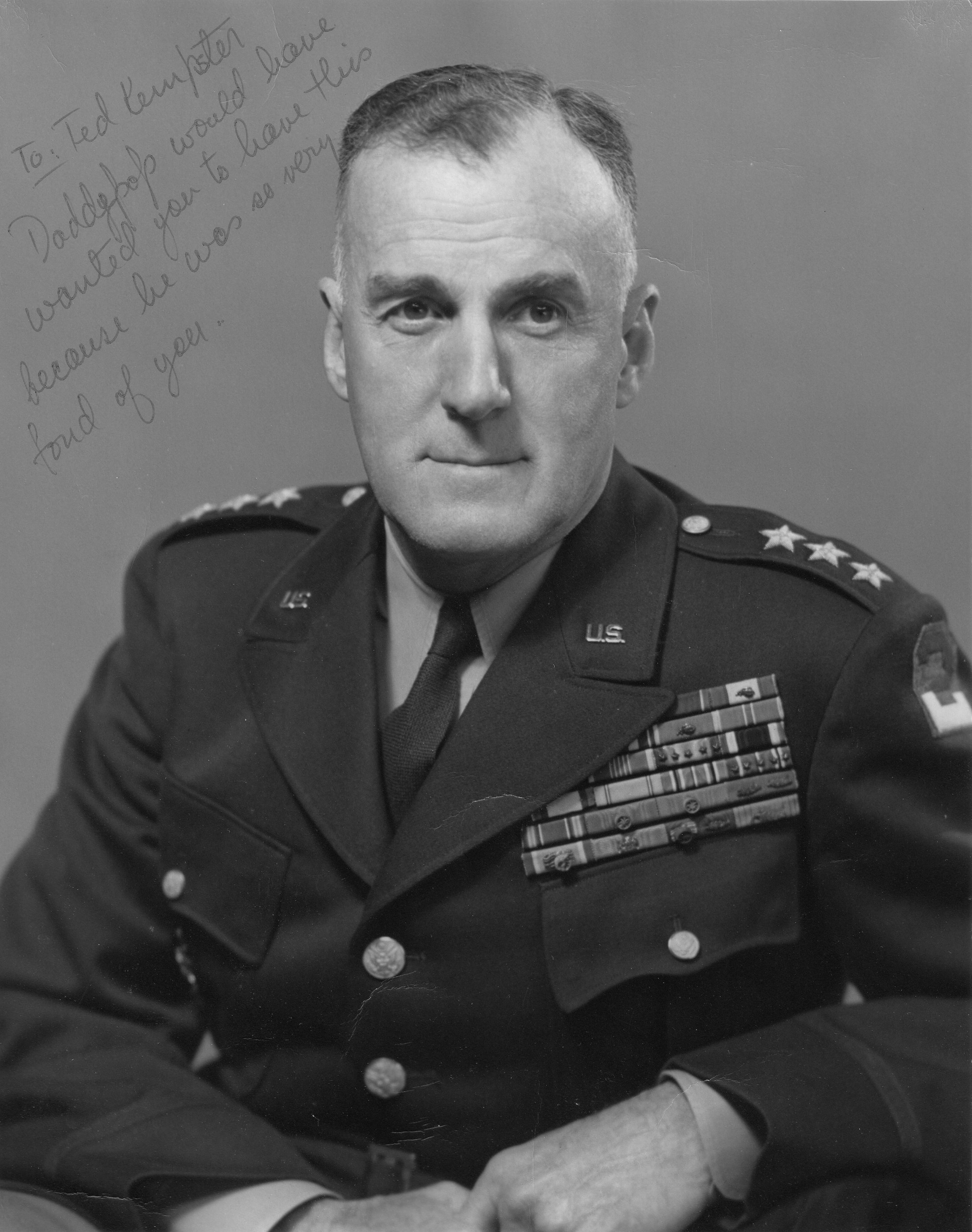
Generalleutnant Edward H. Brooks (19. März 1953)

Edward „Ted“ Hale Brooks (* 25. April 1893 in Concord, New Hampshire; † 10. Oktober 1978 ebenda) war ein US-amerikanischer Offizier der US Army, der für seine Verdienste im Ersten Weltkrieg das Distinguished Service Cross erhielt, die zweithöchste Auszeichnung der US-Armee für Tapferkeit. Zuletzt war er als Generalleutnant von 1951 bis 1953 Kommandeur der Zweiten US-Armee (Second US Army).

## Leben

### Studium, Offizier und Erster Weltkrieg
Edward „Ted“ Hale Brooks war das zweite von vier Kindern und der einzige Sohn des Lebensmittelhändlers Edward Waite Brooks und dessen Ehefrau Mary Frances Hale Brooks. Von seinen drei Schwestern Harriet F. Brooks MacCullum, Alice Hawkes Brooks und Gertrude Prince Brooks verstarben seine beiden jüngeren Schwester Alice und Gertrude bereits im Alter von zwei und drei Jahren als Kleinkinder. Er selbst begann nach dem Besuch der Concord High School im Juni 1911 ein Studium im Fach Bauingenieurwesen an der Norwich University – The Military College of Vermont, das er 1916 mit einem Bachelor of Science (B.S. Civil Engineering) beendete. Während seines Studiums begann er im Juni 1915 seine militärische Laufbahn als Hauptmann des 1. Kavallerieregiments (1st Cavalry) in der Nationalgarde von Vermont (Vermont National Guard). Ein postgraduales Studium an der Norwich University schloss er mit einem Master of Science (M.S.) ab. Nach dem Eintritt der USA in den Ersten Weltkrieg diente er nach seiner Beförderung zum Oberleutnant (First Lieutenant) am 8. August 1917 in der 3. Infanteriedivision (3rd Infantry Division) als Batteriechef im 76. Feldartillerieregiment (76th Field Artillery Regiment) sowie nach seiner Beförderung zum Hauptmann (Captain) am 8. Juni 1918 als Assistierender G3-Stabsoffizer der 3. Feldartilleriebrigade (3rd Field Artillery Brigade).
Während der Maas-Argonnen-Offensive (26. September bis 11. November 1918) erhielt Brooks für außergewöhnlichen Heldenmut während des Einsatzes am 5. Oktober 1918 in Montfaucon das Distinguished Service Cross erhielt, die zweithöchste Auszeichnung der US-Armee für Tapferkeit. Er setzte sich schwerem Artilleriefeuer aus, das auf einen Munitionszug gerichtet war, während er einen beladenen Munitionswagen in Sicherheit brachte, und deren Fahrer durch das feindliche Feuer getötet worden waren. Dieser Lastwagen war an einen brennenden Lastwagen angehängt, und die sofortige Aktion von Brooks verhinderte eine mögliche Explosion, die schwere Verluste verursacht hätte.

### Zwischenkriegszeit

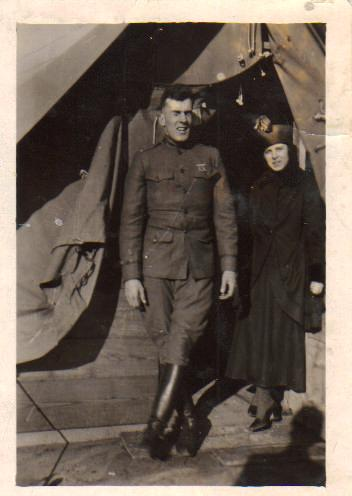
Hauptmann Ted Brooks mit seiner Ehefrau Beatrice Levitt Brooks (1918).

Nach dem Waffenstillstand von Compiègne am 11. November 1918 blieb Hauptmann Edward Brooks als Offizier der Besatzungstruppen (Army of the Occupation) noch bis August 1919 in Europa . Nach seiner Rückkehr in die USA spielte er in der Football-Mannschaft der 3. Infanteriedivision und war bei dem Konvent der Amerikanischen Legion 1921 Kapitän der Mannschaft der US Army als diese das Team des Marinestützpunktes Große Seen (Naval Station Great Lakes) mit 20 zu 6 schlug. Nachdem er zwischen 1922 und 1926 Schießausbilder an der Feldartillerieschule (US Field Artillery School) in Fort Sill war, fand er von 1926 bis 1928 Verwendung als Chef der D-Batterie des im Fort Stotsenburg in Angeles auf den Philippinen stationierten und mit Maultieren ausgerüsteten 24. Feldartillerieregiments (24th Field Artillery Regiment). Danach kehrte er in die USA zurück, wo er in dem in Fort Riley stationierten 18. Feldartillerieregiments (18th Field Artillery Regiment) zwischen 1928 und 1932 Chef einer mit Pferden ausgestatteten Artilleriebatterie war. Seine Batterie war die erste Einheit, die einen 100-Meilen-Marsch (160,9 Kilometer) in weniger als 24 Stunden zurücklegte.
Nachdem Brooks zwischen 1932 und 1934 Command and General Staff College (CGSC) in Fort Leavenworth absolviert hatte, diente er von 1934 bis 1936 als Instrukteur der Ausbildungseinheit für Reserveoffiziere ROTC (Reserve Officer Training Corps) an der Harvard University. In dieser Zeit wurde er am 1. August 1935 zum Major befördert. Er war zwischen 1936 und 1937 Absolvent des US Army War College (USAWC) in Carlisle und fand daraufhin Verwendung als Instrukteur in der Sektion Angriff des Command and General Staff College. Anschließend war er zwischen 1939 und 1941 Leiter des Referats Statistik im Generalstab des Kriegsministeriums (US Department of War), wo er ein enger Mitarbeiter von Kriegsminister Henry L. Stimson und des Chefs des Generalstabes des Heeres (Chief of Staff of the Army), General George C. Marshall, war. In dieser Verwendung erfolgte am 1. August 1940 seine Beförderung zum Oberstleutnant (Lieutenant Colonel).

### Zweiter Weltkrieg

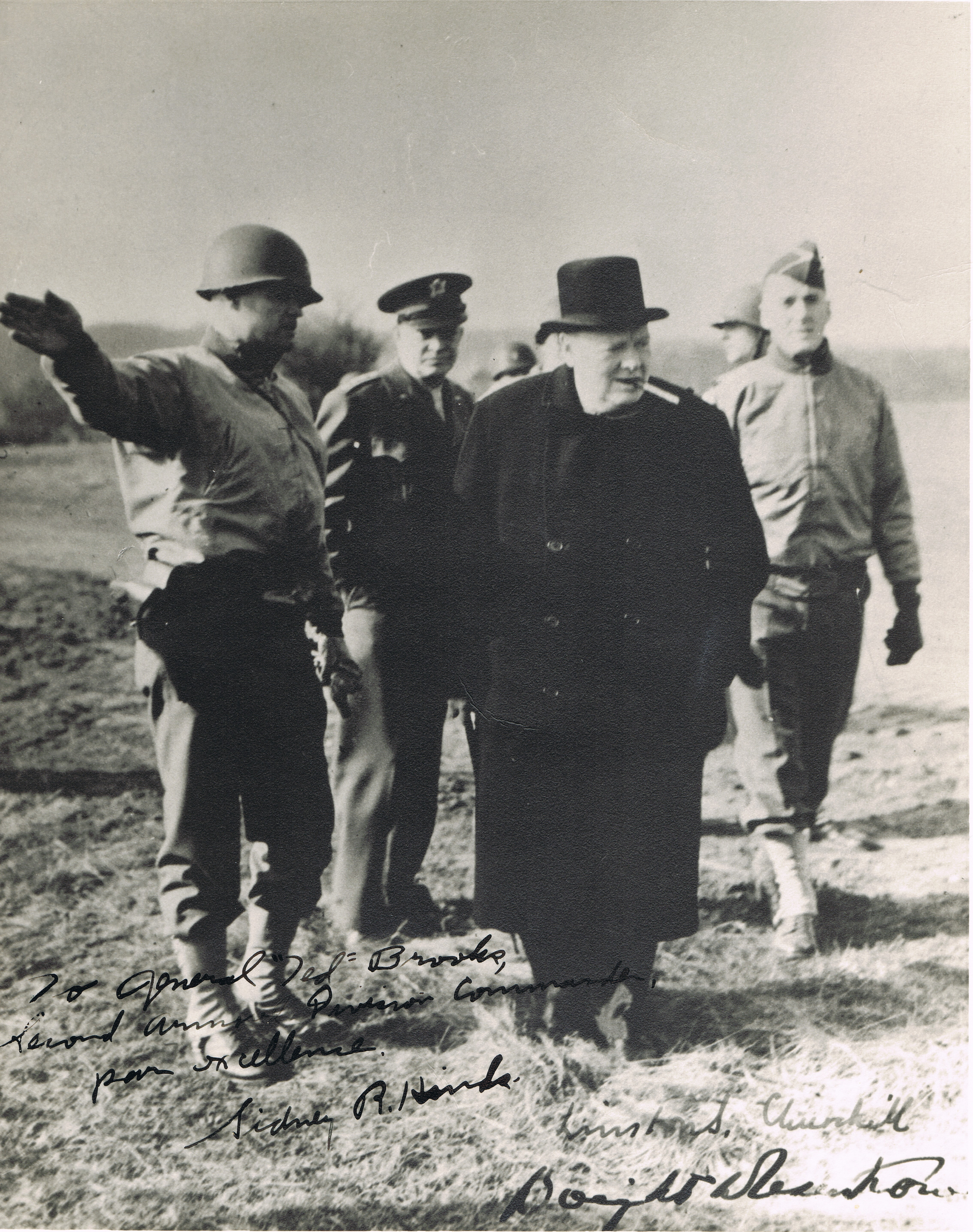
Brigadegeneral Sidney Hinds, General Dwight D. Eisenhower, Premierminister Winston Churchill und Generalmajor Brooks bei der Beaufsichtigung der Vorbereitungen für den D-Day.

Im September 1941 wurde Edward Brooks auf Bitte von Generalmajor Jacob L. Devers in den Stab der neu geschaffenen Panzertruppe (Armored Force) nach Fort Knox versetzt, deren Kommandeur Devers war. Nach dem Eintritt der USA in den Zweiten Weltkrieg am 8. Dezember 1941 wurde er am 15. Dezember 1941 Brigadegeneral der Army of the United States (AUS), die der Eingliederung von Wehrpflichtigen in den Dienst dient, die den professionellen Kern der Bodenstreitkräfte (United States Army) ergänzen sollen. Zuvor hatte er nicht den vorherigen Dienstgrad eines Obersts inne. Daraufhin wurde er 1942 Chef des Stabes der Panzertruppen (Chief of Staff, Armored Force) und spielte in dieser Funktion neben Devers eine maßgebliche Rolle bei der Entwicklung der selbst fahrenden Panzerhaubitzen M-7 und M8 Scott, beide wichtige Komponenten der neuen Panzertaktik.
Nach seiner Ernennung zum Generalmajor der Army of the United States am 5. August 1942 wurde Brooks als erster Kommandeur mit dem Aufbau der in Fort Knox stationierten 11. Panzerdivision (Commanding General, 11th Armored Division) betraut, um diese für die anstehenden Invasionen in Europa vorzubereiten. Am 18. März 1944 übernahm er den Posten als Kommandeur der in England stationierten 2. Panzerdivision (2nd Armored Division), der sogenannten „Hell on Wheels“. Er führte diesen Eliteverband während der Operation Overlord sowie der Operation Neptune am D-Day am 6. Juni 1944 zur alliierten Landung in der Normandie und den darauf folgenden Schlachten. Die Division war maßgeblich beim Durchbruch bei Saint-Lô, überquerte den Rhein und galt als erste alliierte Division, die in Belgien einmarschierte. Brooks trug insbesondere seine Fähigkeiten in der Artilleriekoordination der Division bei. Er erhielt zwei Mal den Silver Star für den wiederholten Angriff auf feindliche Stellungen entlang der Gefechtslinie und für den schnellen Einsatz seiner Division gegen den Feind. Er wurde wegen „persönlicher Tapferkeit und Führung“ im Kriegsbericht erwähnt, wobei er manchmal persönlich mit anderen hochrangigen Offizieren Maschinengewehre bemannte. Brooks war bekannt als „Standing Eddie“ für seine ungewöhnliche Angewohnheit, in seinem Jeep zu stehen, damit er seine Truppen besser sehen konnte, während er sie überprüfte. Er hatte sogar ein spezielles Geländer an seinen Jeep geschweißt, an dem er sich festhalten konnte. Ein Beispiel für seine legendäre Fairness ist die Geschichte, in der er 20 Meilen mit vollem Gepäck marschiert ist, um eine angemessene Zeit festzulegen, in der er von seinen Truppen erwarten kann, dass sie sie absolvieren.
Nachdem Ted Brooks zwischen dem 18. September und dem 4. Oktober 1944 kommissarischer Kommandierender General des V. Korps (Acting Commanding General, V Corps) war, übernahm er am 15. Oktober 1944 den Posten als Kommandierender General des VI. Korps (VI Corps). Er befehligte diesen aus fast 150.000 Soldaten bestehenden Großverband bis Mai 1945 und nahm als solcher am 5. Mai 1945 in Innsbruck die Kapitulation der 19. Armee sowie der 24. Armee der Wehrmacht entgegen, drei Tage vor der bedingungslosen Kapitulation der Wehrmacht. Für seine Verdienste im Zweiten Weltkrieg wurden ihm 1945 zudem zwei Mal die Army Distinguished Service Medal sowie zwei Mal den Legion of Merit.

### Nachkriegszeit und Aufstieg zum Generalleutnant

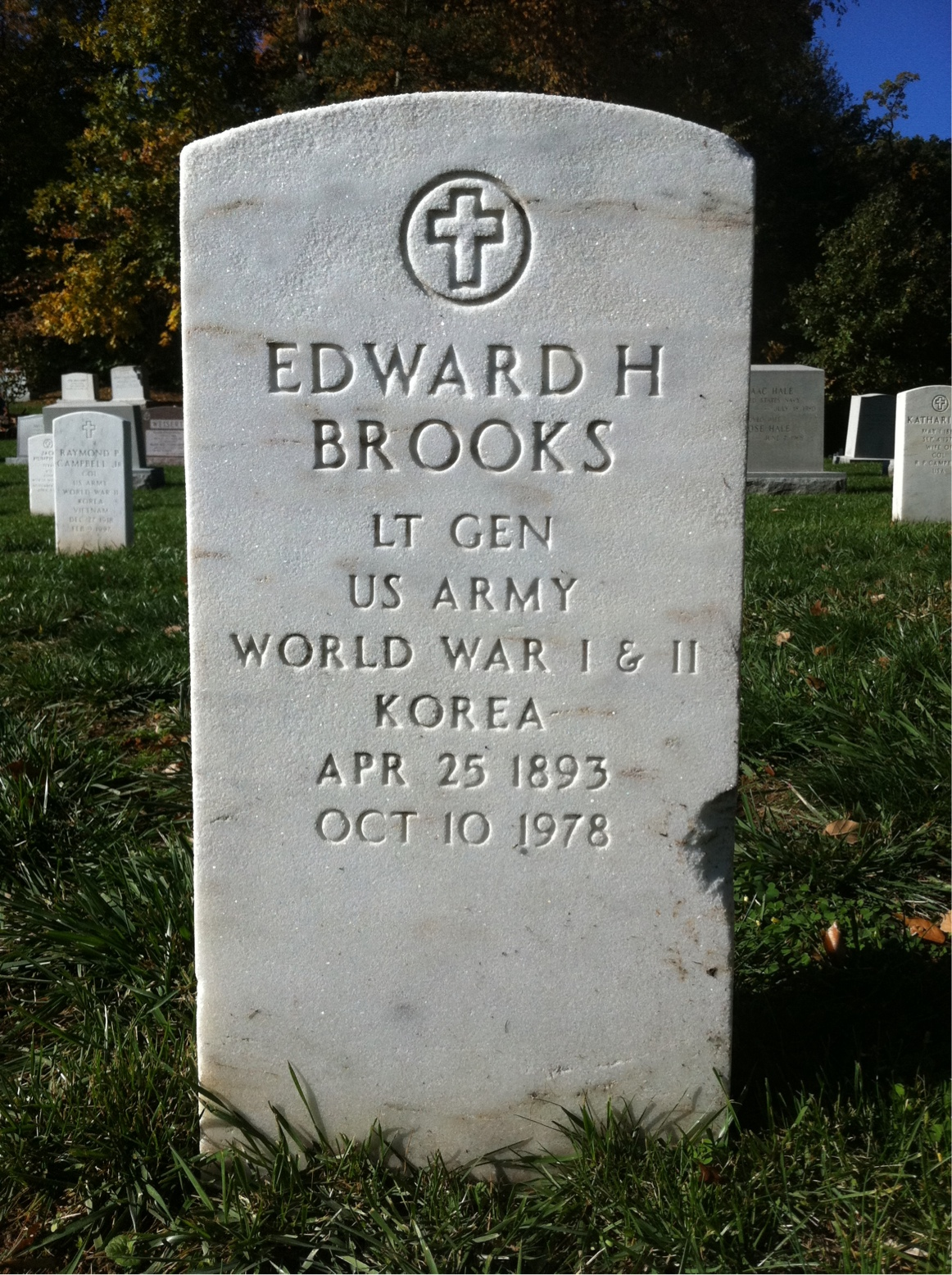
Grabstätte von Generalleutnant Brooks auf dem Nationalfriedhof Arlington.

Nach dem Ende der Kampfhandlungen auf dem europäischen Kriegsschauplatz war Brooks vom 10. Juni bis zum 31. Dezember 1945 Kommandeur des 4. Kommandos für rückwärtige Dienste (Commanding General, 4th Service Command) sowie vom 15. April bis zum 18. Juni 1947 kommissarischer Kommandeur der Dritten US-Armee (Acting Commanding General, Third US Army), ehe er zwischen Juni 1947 und November 1947 Kommandeur der Abteilung Antillen der US Army in Fort Brooke in Puerto Rico war. Darüber hinaus fungierte er zwischen dem 19. November 1947 und dem 21. November 1948 als Kommandeur der US-Landstreitkräfte in der Karibik (Commanding General, US Army Caribbean) mit Sitz in der Panamakanalzone.
Nach seiner Rückkehr bekleidete Ted Brooks vom 1. Januar 1949 bis zum 28. Februar 1950 im Heeresministerium (US Department of the Army) das Amt als Leiter der Personal- und Verwaltungsabteilung (Director of Personnel & Administration Division) und wurde als solcher am 18. März 1949 zum Generalleutnant (Lieutenant General) befördert. Er war ferner zwischen dem 1. März 1950 und dem 22. Mai 1951 Assistierender Chef des Heeresstabes für Personal (Assistant Chief of Staff for Personnel (G-1), US Army). Zuletzt löste er am 4. Juni 1951 Generalleutnant James Van Fleet als Kommandeur der Zweiten US-Armee (Second US Army) in Fort George G. Meade. Auf diesem Posten blieb er bis zu seinem Ausscheiden aus dem aktiven Militärdienst am 30. April 1953 und wurde danach von Generalmajor Leslie D. Carter abgelöst.
Brooks, dem ein Ehrendoktortitel der Militärwissenschaften vom Pennsylvania Military College verliehen wurde, lebte nach seinem Ruhestand in seinem Geburtsort Concord, wo er auch Vorstandsmitglied der örtlichen Bank war. Aus seiner 1917 geschlossenen Ehe mit Beatrice Levitt Brooks (1895–1983) ging die Tochter Elizabeth Brooks Campbell (1918–2011), die mit Oberst Raymond Potter Campbell Jr. verheiratet war, sowie der Sohn Major Edward Hale Brooks Jr. hervor, der am 22. September 1945 als Bomberpilot der 366 AAF Bomber Squadron auf dem Rückflug von Belgien in die USA bei dem Absturz seines Flugzeuges ums Leben kam. Nach seinem Tode am 10. Oktober 1978 wurde er auf dem Nationalfriedhof Arlington beigesetzt.

## Auszeichnungen
Auswahl der Auszeichnungen, sortiert in Anlehnung der Order of Precedence of Military Awards:
- Distinguished Service Cross
- Army Distinguished Service Medal (2×)
- Silver Star (2×)
- Legion of Merit (2×)
- Bronze Star